# Tenero-Contra
Tenero-Contra es una comuna suiza del cantón del Tesino, localizada en el distrito de Locarno, círculo de Navegna. Limita al norte con la comuna de Mergoscia, al este con Gordola, al sur con Locarno y Gambarogno, al oeste con Minusio, y al noroeste con Brione sopra Minusio.

## Transportes
Ferrocarril
Cuenta con una estación ferroviaria en la que efectúan parada trenes de cercanías de TiLo.